# Chandgaon
Chandgaon es un subdistrito (upazila) del distrito (zila) de Chittagong, de la región de Chittagong, en Bangladés, con una población censada en marzo de 2011 de 256 411 habitantes.
Se encuentra ubicado al sureste del país, cerca de la desembocadura del río Karnaphuli en la bahía de Bengala, y de la ciudad de Chittagong, la segunda más poblada de Bangladés tras su capital, Daca.